# Jing
Jing (произн. Джинг [ˈdʒeɪɪŋ]) — программное обеспечение для скринкастинга (трансляции видео с экрана), созданное корпорацией TechSmith в 2007 году под названием «Jing Project».

## Возможности
Для использования программы необходимо пройти регистрацию. Утилита захватывает изображение (формат PNG) или видео с выделенной области рабочего стола, включая, при желании, звук с микрофона. Загрузив материал в буфер обмена, программа предлагает сохранить его на собственный видеохостинг, в социальных сетях (Facebook, Twitter, Flickr), FTP-сервере или компьютере пользователя.
В случае загрузки на видеохостинг, программа автоматически создает URL на созданный ролик для возможности поделиться с другими. Jing совместим с операционными системами Macintosh и Microsoft Windows.
Благодаря простому формату и возможности быстрой загрузки скринкастов Jing использовалась для услуг цифровых справочных в библиотеках.

## Jing Pro
6 января 2009 года TechSmith выпустил версию Jing Pro — платную премиум версию Jing.
В отличие от бесплатной, профессиональная версия поддерживает сохранение в формате MPEG-4, отсутствие водяных знаков в начале и в конце видео, загрузку на YouTube и работу с камерами.
В феврале 2012-го компания TechSmith объявила о скором закрытии Jing Pro. Все пользователи (вне зависимости от типа подписки) могли пользоваться сервисом до 28 февраля 2013 года.

## Критика
В бесплатной версии продолжительность захвата ограничена 5-ю минутами, нет возможности выбрать качество видео, а сам ролик сохраняется только в формате SWF. В начале и конце готового видео, помещается информация о том что ролик был создан с помощью Jing. Отсутствует поддержка русского языка. Журнал «Мир ПК» выставил утилите 3 балла из 5.

## Прекращение поддержки
В конце июня 2020 разработчик объявил что поддержка и дальнейшая разработка Jing будет прекращена 14 июля 2020, в связи с планами adobe отказаться от дальнейшей поддержки Flash к концу 2020 года, а соответственно и формата SWF. В качестве замены TechSmith рекомендовал Capture, записывающей в формате MP4.